# ハルカ (サルゲッチュ)
ハルカは、『サルゲッチュ』に登場するキャラクター。英語名はHalga。
声優は半場友恵。

## 概要
『ガチャメカスタジアム サルバト～レ』のもう一人の主人公で、笑顔をあまり見せない「パチンガー」の使い手。年齢はカケルと同じく10歳。性格はカケルとは対照的に無口かつ大人しく礼儀正しい。ハイテクオリンピアの初代優勝者である。母は早くに他界し、父親も仕事の都合でハルカが幼い頃から外国に行ってしまった為、1人暮らしをしている。常に帽子を被っているが、オンエアー2ndの20話と35話で分かる通り、帽子を脱ぐとアホ毛があることが分かる。
アニメではカケルに好意を抱いており、ハイテクロボバトルの優勝者という設定になっている。またライトメック（といってもウッキーイエローぐらいの大きさのもの）を操作して戦う場面もある。

## 活躍

### ゲーム

#### ガチャメカスタジアム サルバト〜レ
ハルカのストーリーにおいてエピソード1では父親の研究所を訪れた際に無残に荒らされた研究所の光景に驚愕し、父親が行方不明になったことを知る。
エピソード2では研究所のモニターに父親が襲われる寸前の映像が映されており、そこにはピポトロンらしき3体の影が映っていた(このエピソードはピポトロンのエピソード2の後半部分と共通している)。その後は父親がトロフィーに隠したディスクを探すべく父親のためにハイテクオリンピア参加したが、ディスクは謎の男にわたり、悪用されてしまった。
謎の男撃破後はカケル達にお礼を言い、仲が良くなる。
戦闘においては特にパチンガーの威力が強く、メカボーも軽いために3段振りをすることができる。また2段ジャンプができるキャラの中で唯一、彼女だけが3段ジャンプに匹敵するほどのジャンプ力を有する。

#### ミリオンモンキーズ
服装が黒の半袖シャツとオレンジのチェックのスカート、帽子に変更され、肌が蒼白になっている。今作では新しく建設されたビルに勤める父の研究室にお弁当を届けに来たのだが、そこに父の姿はなく、外で何やら騒動が起きるのを感じ、そこから再び事件に巻き込まれる。
その最中にカケル達やスペクター達と接するが、その前にはJやピポトロン達との遭遇、Gの救出、ヒロキとの戦闘などがあった。
ハカセに「こんなところは危ない」と言われたり、スペクターに見下されるなど弱者扱いを受けており、Mission23には「ハルカを護り抜け」というミッションまで存在する。
その後はピポトロン達が護っているトレーラーを護るようカケルやスペクター達にお願いをする。
また隠しキャラ扱いである為、他の隠しキャラ同様ガチャメカ合成ができない(これはヒロキなどにも共通する)。ハルカ専用のガチャメカは「ホーミングアロー」。

### アニメ

#### サルゲッチュ~オンエアー~
- 服装はミリオンモンキーズと同様。ゲームと違い、アニメにおいては、ハイテクロボットバトルと呼ばれるロボット競技の優勝者という設定に変更されている。また、「ラビちゃん」というぬいぐるみを可愛がっている（1st25話にて一緒に写っている写真がある）。

- 1期では第13話に初登場、握手会を開いており、カケルも並んだが、ピポサルが出現した為時間が掛かり、もう既に握手会は終わっていた。しかしカケルが転倒したところに手を差し伸べ、カケルの服にサインも描いた。
- 16話にも登場(この回よりレギュラーに定着)、自宅で「こねこざのおまじない」をしている所にカケルと再会。スペクターとの格闘で、カケルがピンチに陥った時、ライトメックでカケルを救済する。以後、カケルとの関係が深くなっていく。
- 18話以降のピポトロン対決編では最初は巻き込まれる形であったために参加に消極的であったが、徐々に協力するようになる。
- 25話ではメタとロボット対決（メタはロボットに化ける）をし、「寂しさ」という弱点をつかれて翻弄されるが、カケルの言葉で立ち直り、見事に勝利する（その後は「またロボットバトルしよう」と約束する）。
- 26話にはカケルがピポトロンJに一方的に暴力をふるわれている（いわば「まな板の上の鯛」の状態）時、ヒロキに言われたセリフに言い返しながら思わず涙ぐんだ。なお、カケルは無事ピポトロンJとの戦いを終える。そのあと、ハルカは白いワンピース姿を披露した。（ハルカ曰く「お父さんに選んでもらった」とのこと。）

#### サルゲッチュ~オンエアー~ 2nd
- 第1話でカケル達に手紙と写真を送り、ハイテクロボットバトルを2位で突破したことを報告する。開催地が南の島であることから、初回にして水着姿を披露した。
- 第6話にてピポトロンブラザーズと遭遇し、彼らを捕まえにやってきたカケルと再会し、良いムードになりつつ協力をした。カケルの帰還転送時に「また会えるよね」と転送されたカケルに向けて寂しげな感情を表していた。
- 11、12話のサルレースにおいては「燃エンジン」なるものを開発する。この「燃エンジン」は、カケルの心が燃え上がると奇跡を起こすらしく、レース終盤で追い上げを見せたが、結局そのレースの勝者は一般のサルであった。
- 17話ではかつてソフトボール部に所属していたことが判明。44話ではバドミントンが得意だったりと、運動神経は良く、20話ではダンスも習っていたと明かし、水着に腰みのをつけた姿で披露した。
- 17話でソフトボール対決を行った際には、カケルたち男性陣が見守る中ミニスカートでありながら打席に立ち、ピポサルのスーパーキャッチに阻まれなければホームランになっていたであろう打球を放っており、その際はパンツが見えそうになるほどスカートが激しく揺れるのも気にしていなかったため、前述の水着姿も含め羞恥心は薄い模様だが強風などでスカートが捲り上がりそうになるとさすがに押さえていた。
- 22話においては各国で起きている人類サル化計画についてヒロキと相談をした際にサルエナジーが接近し、咄嗟にヒロキと共に自転車で逃げる。その途中でピポトロンブラザーズの車に轢かれて弾き飛ばされるも何とか着地し、ハカセに研究所へ転送される。その後、おおもとの機械を止めるために活動し、成功したかに見えたが、再起動した機械によってサルにされるが、最終的にカケルがスペクターを食い止めたため、元に戻ることができた。
- 26話において遠征が終了し、日本での凱旋試合である「ハイテクロボットバトル・SMDEカップ」の司会を担当。この話から再びレギュラーが確定する。
- 29話で分かる限りゲットヘルを最初に使用したキャラクターでもあり、スリルを求めて自ら罠にかかったウッキーブルーを助けたりもした。
- ずっと1人暮らしであったために共同生活には慣れない模様。それ故に、突然カケルたちが余所余所しくなったのは自分のせいだと思い込み、テレビ中継を介して挑戦状を叩き込んだウッキーレッドに対し、1人で勝負を挑む（この時はセグウェイに乗ってやって来ている）。体格的にも不利な為に勝負は窮地の状況にまで追い込まれるが、そこへカケルたちが助けに入る。同時にカケルたちが余所余所しくなっていたのは彼女の初優勝の記念日にライトメックのメンテナンスをしていたからであり、自分の思っていたことが誤解だったことを知り、ライトメックに乗り、ウッキーレッドに形勢逆転した。
- カケルとは仲が良く、カケルと良いムードになり、最終話のエンディングではカケルとペアルックで登場した。ハルカ曰く「偶然の一致」。

## 必殺技
サンシャインアロー
前方に向かって大きな炎の矢を渦巻き状の軌道を描きながら放ち、当たった者に大ダメージを与える。威力はハルカの必殺技の中でも最も高く、ジャケットを纏ったキャラに当たると、その効果を消すことができる。矢を放つ技ではあるが、実際は至近距離で放つ方が有効。
サルバト～レにおいてBヒロキを除く全キャラが使う必殺技の中で25ドットと最大の威力を誇っている。
リップルストーム
ジャンプして、地上に向かって矢を連続して発射する必殺技。放たれた矢とその衝撃波で攻撃する。
また、普通に発射するときと、ダッシュフープ起動中の発射では軌道が異なっている。
スピンショット
回転しながら、大量の矢を乱射する技であり、乱戦時に有効。ただし、ミリオンモンキーズでは発射数が減り、撃つ方向がバラバラになったため当て辛い。
ホーミングアロー
彼女のメインガチャメカでもある必殺技。相手を追尾する8本の矢を放つ。ミリオンモンキーズでガチャメカとして登場するホーミングアローとは別物である。
サルバト～レでは3本の矢を放つが発動と矢のスピードが遅く、ダッシュフープなどで簡単にかわされやすかったがミリオンモンキーズでは強化され、最低でも3本は確実にヒットするようになっている。